# The 5 TEARDROPS
The 5 TEARDROPS（ザ・ファイブ・ティアドロップス）は、1980年代後期から1990年代初期にかけて活動した日本のバンド。デビュー前はTHE TEARDROP'sと名乗っていた。
伝説のクラブ　新宿ツバキハウスなどで絶大なる人気を集め、デビュー前にして芝浦インクスティックをソールドアウトにする人気。
同郷同年と言うメンバーの仲の良さが漂うステージング、コミカルさが人気へ
そして何よりメンバー自身のオリジナル楽曲の良さがロカビリーバンドとは思えないメロディー進行と甘く切ない歌詞がずば抜けて評価が高い
現在もDJが好んで彼らの楽曲を流すのは唯一無二の楽曲が新しい感覚ととらえられているからだ
彼らの周りには大貫憲章　北村一郎　藤原ヒロシ　高木完　JONIO チェッカーズ　岩井俊二など音楽を飛び越えファッション、カルチャーの先駆者達が遊び仲間のような感覚て存在していたのもジャンルに留まらないスタイルを持つ一因。
一時解散後、再結成している。本格的なロカビリーサウンドと愉快な楽曲、コテコテのロカビリーバンドとは違い、若干アイドル要素も持ち合わせた人気を集め、現在もクラブシーンでは根強い人気を博している。代表曲は｢Last Gamble, Go Billy」など名曲を持つ。

## 概要
1992年2月21日、ビクターより「夢見るJACK & BETTY」でシングルデビュー、3月21日『GOO!』でアルバムデビュー。ビクターにて2枚のアルバム、1枚のミニ・アルバム、3枚のシングルをリリース。
1993年、川崎クラブチッタで解散宣言をし、翌年2月に解散するも、2003年に再結成。ただし、オリジナルメンバーは柳川知生、高橋亨のみである。以来、THE TEARDROPS（ザ・ティアドロップス）という結成当初の名前に戻し、ライブを中心に活動している。

## メンバー
- Vo.TOMOO　柳川知生
- Gu.TOKKIN　高橋亨
- Gu.SANSON　山村智宏
- Dr.MATSUshima　松嶋拓哉
- Ba.SHIN　鈴木伸

## ディスコグラフィ

### シングル
- GOODBYE,I LOVE YOU（7inchEP）  （1988年 VIVID SOUND）
- 夢見るJACK & BETTY （1992年2月21日 ビクター）
- 君に会いたくて…　（1993年5月21日 ビクター）
- ふたりだけのHOLY NIGHT　（1993年11月21日 ビクター）
- LAST GAMBLE★GO BILLY (7inchEP) （2010年1月20日 VIVID SOUND）

### アルバム
- THE TEARDROPS  （1988年 VIVID SOUND）
- THE FIVE TEARDROPS  （1990年 FBI）1stのCD化＋6曲。今ではベストなどで全曲聴ける。
- GOO! （1992年3月21日 ビクター、2006年4月19日再発 VIVID SOUND）
- TWINKLE☆TWINKLE （1992年11月6日 ビクター）
- 12COLORS  （1993年11月21日 ビクター、2006年4月19日再発 VIVID SOUND）
- THE TEARDROPS(再発+新曲) （2003年8月25日 VIVID SOUND）
- GOODBYE,I LOVE YOU(再発+新曲)  （2006年7月5日 VIVID SOUND）

### ベストアルバム
- LAST GAMBLE★GO BILLY　1987-2008 TEAR'S BEST  （2008年4月16日 VIVID SOUND）

### オムニバス
- LONDON NITE 4(M-13「LAST GAMBLE GO BILLY(LIVE)」)  （2001年9月27日 EAST WEST JAPAN）
- ROCKASPEED(M-2「PANTIE COWBOY」)  （2004年7月30日 VIVID SOUND）
- LOVER'S ROCK(THE TEARDROPS meets THE BOOTS)  （2005年5月18日 VIVID SOUND）

### VHS
- VIDEO MAGAZINE VOL.1 CHANNEL GOO! （1992年 ビクター）

## タイアップ一覧
| 使用年 | 曲名               | タイアップ                     |
| ------ | ------------------ | ------------------------------ |
| 1992年 | 夢見るJACK & BETTY | 花王「ヘアケアまつり」CMソング |